# 小谷村立小谷中学校
小谷村立小谷中学校（おたりそんりつおたりちゅうがっこう）は、長野県北安曇郡小谷村にある公立中学校である。
2024年度（令和6年度）の生徒数は62人。長野＝新潟県境にあることから、新潟県の学校との交流も行っている。

## 沿革

### 前身の中学校
南小谷中学校
- 1947年（昭和22年）4月 - 北安曇郡南小谷村に南小谷村立南小谷中学校が開校[2]。
- 1958年（昭和33年）4月1日 - 合併で小谷村が発足したことで小谷村立南小谷中学校に改称[2]。
- 1975年（昭和50年）5月10日 - 南小谷小学校・南小谷中学校の通学マイクロバスの転落事故が発生[2]。
- 1979年（昭和54年）3月24日 - 閉校式を挙行[2]。

北小谷中学校
- 1947年（昭和22年）4月 - 北安曇郡北小谷村に北小谷村立北小谷中学校が開校[2]。同時に大網分校が設置された[3]。
- 1950年（昭和25年） - 戸土分校が設置された。
- 1958年（昭和33年）4月1日 - 合併で小谷村が発足したことで小谷村立北小谷中学校に改称[2]。
- 1964年度（昭和39年度） - 新校舎が完成[3]。
- 1968年（昭和43年）3月21日 - 大網分校と戸土分校が閉校[2]。
- 1969年度（昭和44年度） - プールが竣工[3]。
- 1979年（昭和54年）3月24日 - 閉校式を挙行[2]。

中土中学校
- 1947年（昭和22年）4月 - 北安曇郡中土村に中土村立中土中学校が開校[2]。
- 1957年度（昭和32年度） - 寄宿舎を開設[3]。
- 1958年（昭和33年）4月1日 - 合併で小谷村が発足したことで小谷村立中土中学校に改称[2]。
- 1963年（昭和38年）9月16日 - 中土小学校・中土中学校の新校舎が完成[2]。
- 1979年（昭和54年）3月24日 - 閉校式を挙行[2]。

### 小谷中学校
- 1979年（昭和54年）4月5日 - 小谷村立小谷中学校の開校式を挙行[2]。

## 進学先
交通面や経済的負担の問題などから、明治大正期の小谷村域から旧制長野県大町中学校などの旧制中学校に進学するものは少なく、年に数人しかいなかった。1935年（昭和10年）には国鉄大糸南線（現・JR大糸線）が中土駅まで開通し、小谷村域の大部分から大町方面への列車通学が可能となった。
1988年度（昭和63年度）における卒業生の進学先は以下のとおりである。
- 43人 長野県白馬高等学校
- 10人 長野県大町高等学校
- 3人 長野県安曇養護学校高等部
- 1人 長野県南安曇農業高等学校
- 1人 長野県池田工業高等学校
- 1人 新潟県立糸魚川高等学校
- 1人 長野県松本筑摩高等学校
- 1人 長野県大町北高等学校

## クラブ活動
- スキー部（アルペン・クロスカントリー・ジャンプ）
- 吹奏楽部
- 野球部
- 陸上部

かつて女子バレー部があったが廃部となり、新たに陸上部が設置された。

## アクセス
- 東日本旅客鉄道大糸線千国駅